# Alexander Cozens
Alexander Cozens (* 1717 in Sankt Petersburg; † 23. April 1786 in London) war ein britischer Landschaftsmaler.

## Leben
Cozens Vater war Schiffsbaumeister des russischen Zaren Peter der Große. In Russland geboren, wurde Cozens in England erzogen. Er war einer der ersten englischen Künstler, die zur weiteren Ausbildung nach Italien gingen. Von 1746 bis 1749 hielt er sich in Rom auf. Im engen Kontakt zum damals wichtigsten römischen Landschaftsmaler, dem Franzosen Claude Joseph Vernet, erfuhr er seine entscheidende Prägung. Vernet malte in der Tradition von Claude Lorrain. Cozens Studium der Landschaftsmalerei brachte ihn zur Reflexion über Naturwahrnehmung und Kunstform. Er verfasste darüber mehrere Traktate.
Einflussreichen Kunstmäzenen und Sammlern, unter ihnen der Prince of Wales und William Beckford, gab Cozens Zeichenunterricht. Der Zeichenunterricht inspirierte Cozens zu seiner „Blot“-Methode (dt. „Klecks-Methode“), die er 1786 in der Veröffentlichung A New Method of Assisting the Invention in Drawing Original Compositions of Landscape ausführlich beschrieb. Ursprünglich sollte diese Technik seinen Schülern helfen, freiere und phantasievollere Arbeiten zu erschaffen. Dabei strich er beispielsweise mit schnellen Strichen ziellos über die Leinwand oder er knitterte Papier, auf das er Tinte geschüttet hatte. Aus den so entstandenen zufälligen Formen und Strukturen sollten seine Schüler Landschaften oder Figuren herausarbeiten.
Alexander Cozens Sohn war der Künstler John Robert Cozens. Die Originalblots von Alexander Cozens sind im Besitz der Tate Gallery of Modern Art in London.